# マルコ・チマッティ
マルコ・チマッティ（Marco Cimatti、1912年2月13日 - 1982年5月21日）は、イタリア、ボローニャ出身の自転車競技選手。

## 経歴
1932年
- ロサンゼルスオリンピック
  -  団体追い抜き 優勝（+ パオロ・ペドレッティ、アルベルト・ギラルディ、ニーノ・ボルサーリ）

1934年、プロ転向。
- ジロ・デッレミリア 優勝

1937年
- ジロ・デ・イタリア 区間3勝(第7、12、19)
- パリ〜ニース 区間1勝
- ミラノ〜サンレモ 3位

1938年
- ジロ・デ・イタリア 区間3勝(第1)

1939年
- ミラノ〜モデーナ 優勝